# Balraj Krishna Kapur
Balraj Krishna Kapur fue un diplomático indio.
- Balraj Krishna Kapur fue hijo de Maharaj Krishna Kapur, un médico y presidente de la Punjab National Bank.
- En 1936 entró al  en: Servicio Civil indio (India británica).
- De 1946 a 1947 fue secretario adjunto en el External Affairs Department.
- En 1951 fue Encargado de negocios en Teherán.
- De marzo de 1952 a 1954 fue oficial político en Sikkim.
- De 1955 a 1957 fue embajador en La Haya.
- De 1957 a 1960 fue Alto Comisionado en Acra.
- En 1960 fue Alto Comisionado en Colombo.
- De julio de 1967 al 01 de enero de 1968 fue embajador en Estocolmo.[1]